# Zona de baixes emissions de Londres

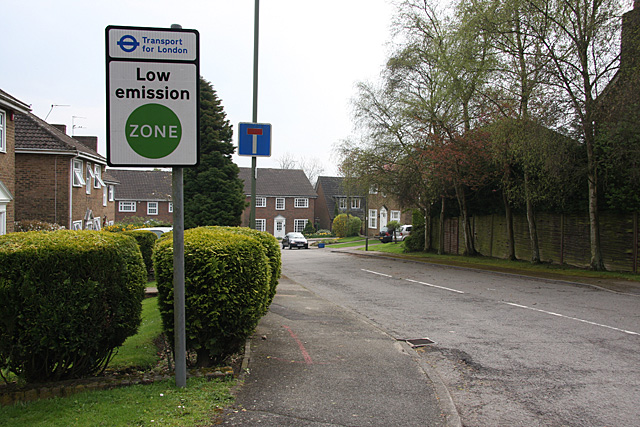
Senyal de zona de baixes emissions a Greenacre Close, Edgware, Londres

La zona de baixes emissions de Londres (en anglès: London low emission zone, LEZ) és una zona de baixes emissions (ZBE) amb l'objectiu de reduir la contaminació de les emissions de vechiles dièsel comercials a Londres, Anglaterra. Els vehicles es defineixen per les seves emissions i els que superen els nivells predeterminats han de pagar un peatge en entrar al Gran Londres.
La ZBE va començar a funcionar el 4 de febrer de 2008. Hi ha un projecte d'introducció gradual d'un règim més estricte a partir del 2012. El sistema és administrat per Transport for London.